# Tatjana Lilienfeld
Tatjana Lilienfeld (geboren im 20. Jahrhundert) ist eine deutsche Juristin. Sie ist Vorsitzende Richterin am Bayerischen Landessozialgericht und Richterin am Bayerischen Verfassungsgerichtshof.

## Leben
Tatjana Lilienfeld war Regierungsdirektorin im Bayerischen Staatsministerium für Arbeit und Sozialordnung, Familien und Frauen und wurde als wissenschaftliche Mitarbeiterin an das Bundesverfassungsgericht abgeordnet. Danach wurde sie Richterin am Bayerischen Landessozialgericht und später dort Vorsitzende Richterin.
Am 17. Oktober 2017 wurde Tatjana Lilienfeld vom Bayerischen Landtag mit 132 von 153 Stimmen für acht Jahre zum berufsrichterlichen Mitglied des Bayerischen Verfassungsgerichtshofs gewählt. Sie trat die Nachfolge von Elisabeth Mette an und nimmt das Ehrenamt voraussichtlich bis 2025 wahr.

## Publikationen
- Gesetz über die Aufnahme und Unterbringung der Leistungsberechtigten nach dem Asylbewerberleistungsgesetz (Aufnahmegesetz - AufnG). In: Kommunalpraxis. Ausgabe Bayern. Band 24, Nr. 7/8. Kronach, 2002, ISSN 0171-7510, S. 254–258.
- Neues Recht und die Folgen. In: Zeitschrift für Soziologie (ZfS). 2004, S. 99–101.
- mit Wolfgang Spellbrink: Für eine sperrzeitrechtliche Neubewertung des Abwicklungsvertrages im Lichte des § 1 a KSchG. In: Recht der Arbeit. Band 58, Nr. 2, 2005, ISSN 0342-1945, S. 88–97.
- Leistungsentziehung wegen Verstoßes gegen die Grundsätze der Menschlichkeit oder Rechtsstaatlichkeit – Die Urteile des Bundessozialgerichts (BSG) vom 24.11.2005 (B 9/9a V 8/03 R) und vom 6.7.2006 (B 9a V 5/05 R) zu § 1a Abs. 2 BVG. In: Die Sozialgerichtsbarkeit. Nr. 5. Erich Schmidt Verlag, Berlin 2007, S. 280–285, doi:10.37307/j.1864-8029.2007.05.06 (diesozialgerichtsbarkeit.de).
- Anti-D-Hilfegesetz. Gesetz über die Hilfe für durch Anti-D-Immunprophylaxe mit dem Hepatitis-C-Virus infizierte Personen. Nomos, Baden-Baden 2012.
- mit Dirk H. Dau, Christian Grube, Sabine Knickrehm, Alexander Knorr, Miriam Messling, Dagmar Oppermann, Olaf Rademacker, Hans-Joachim Reinhard, Stefanie Vogl: Sozialgesetzbuch XIV. Soziale Entschädigung. Lehr- und Praxiskommentar. Hrsg.: Sabine Knickrehm, Olaf Rademacker. 2. Auflage. Nomos, Baden-Baden 2024, ISBN 978-3-7560-1371-5 (Erstausgabe:  2021).
- mit Christoph Altmiks, Jürgen Beck, Sabine Büntig, Nils Carstensen, Petra Cormann, Klaus Feddern, Sebastian Felz, Vitus Gamperl, Klaus Gürtner, Franz Guttenberger, Sebastian Herbst, Rainer Hess, Horst Kater, Erich Koch,  Anne Körner, Martin Krasney, Karima Lamouri, Stephan Leitherer, Anders Leopold, Marco Martin, Dana Matlok, Bernd Mutschler, Stefan Nolte, Bernhard Opolony, Daniel Ostertag, Karl Peters, Andreas Polster, Olaf Rademacker, Wolfgang Ricke, Dominik Roters, Stefan Schifferdecker, Sylvia Schmidt, Jörg-Michael Scholz, Frank Schreiber, Carsten Schumacher, Otfried Seewald, Jutta Siefert, Wolfgang Spellbrink, Ulrich Steinwedel, Bettina Süsskind, Sebastian Weber, Lutz Wehrhahn, Olaf Wichner, Annett Wunder, Christian Zieglmeier: Kasseler Kommentar Sozialversicherungsrecht. SGB I, SGB IV, SGB V, SGB VI, SGB VII, SGB X, SGB XI. Loseblattsammlung. Hrsg.: Anne Körner, Stephan Leitherer, Bernd Mutschler, Christian Rolfs. 112. Auflage. C. H. Beck, München 2021, ISBN 978-3-406-44224-7.